# Archidiecezja Bejrutu i Dżubajl
Archidiecezja Bejrutu i Dżubajl (łac. Archidioecesis Berytensis et Gibailensis Graecorum Melkitarum) – archidiecezja Kościoła melchickiego w Libanie, podległa bezpośrednio melchickiemu patriarsze Antiochii. Powstała w IV wieku, dzisiejszą nazwę nosi od 16 sierpnia 1881. Siedzibą arcybiskupa jest Bejrut.

## Główne świątynie
- Archikatedra: Archikatedra św. Eliasza w Bejrucie

## Arcybiskupi (od 1881)
- Melezio Fakkak (1881–1904)
- Athanase Sawoya BC (1904–1919)
- Basilio Cattan BC (1921–1933)
- Massimo Saïgh SMSP (1933–1948)
- Philippe Nabaa SMSP (1948–1967)
- Grégoire Haddad (1968–1975)
- Habib Bacha SMSP (1975–1999)
- Joseph Kallas SMSP (2000–2010)
- Cyrille Salim Bustros SMSP (2011–2018)
- Georges Bacaouni (od 2018)